# Košolná
Košolná (allemand : Kesselsdorf bei Dürrnbach) est un village de Slovaquie situé dans la région de Trnava.

## Histoire
Première mention écrite du village en 1296.

## Démographie

### Évolution de la population
| Année:               | 1994. | 2004.   | 2014.    | 2024.   |
| -------------------- | ----- | ------- | -------- | ------- |
| Nombre de personnes: | 633   | 680     | 781      | 854     |
| Différence:          |       | +7,42 % | +14,85 % | +9,34 % |

| Année:               | 2023. | 2024.   |
| -------------------- | ----- | ------- |
| Nombre de personnes: | 857   | 854     |
| Différence:          |       | -0,35 % |